# Robert Jeffrey Zimmer

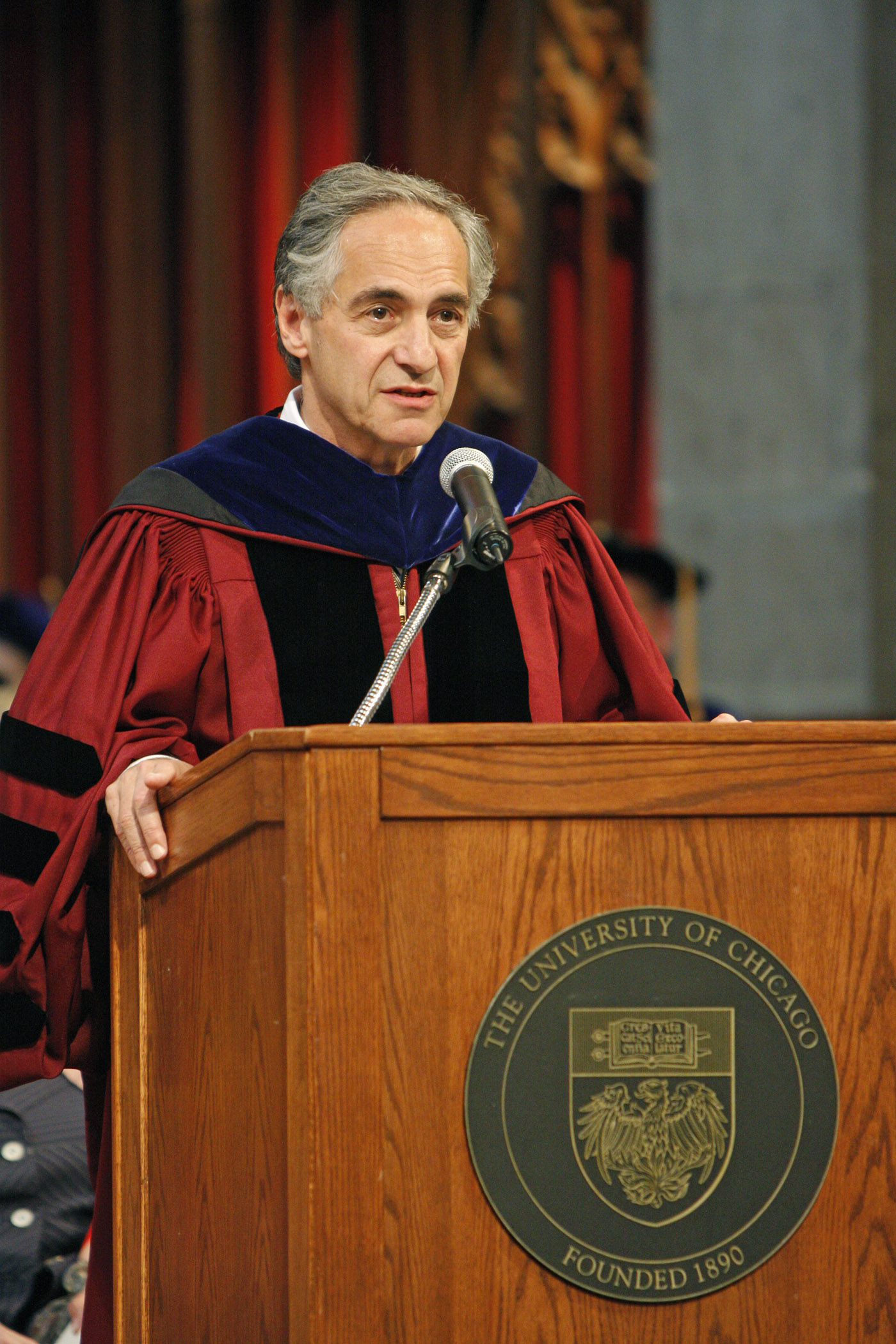
Robert Zimmer (2009)

Robert Jeffrey Zimmer (* 5. November 1947 in New York City; † 23. Mai 2023 in Chicago) war ein US-amerikanischer Mathematiker und Hochschullehrer. 2006 bis 2021 war er der 13. Präsident der University of Chicago.

## Werdegang
Zimmer besuchte die Stuyvesant High School in New York und studierte an der Brandeis University mit dem Bachelor-Abschluss summa cum laude 1968 und der Harvard University mit dem Master-Abschluss 1971 und der Promotion bei George Mackey 1975 (Ergodic Group Actions with Generalized Discrete Spectrum). Er lehrte bis 1977 als Assistant Professor an der US Naval Academy in Annapolis und ab 1977 als Instructor an der University of Chicago, an der er 1979 Associate Professor und 1980 Professor wurde. Dort blieb er, nur unterbrochen von der Zeit 1981 bis 1983 an der University of California, Berkeley, und 2002 bis 2006 als Provost und Ford Foundation Professor an der Brown University. 2006 wurde er Präsident der Universität Chicago, an der er vorher schon Associate Provost for Research and Education (1995 bis 1998), Deputy Provost for Research (1998 bis 2000), Deputy Provost (2000 bis 2001) und Vizepräsident für Forschung zuständig für das Argonne National Laboratory war. Als Präsident der Universität Chicago war er auch Vorsitzender im Rat des Argonne National Laboratory, Vorsitzender des Rats der Fermi Research Alliance LLC (die das Fermi National Accelerator Laboratory betreiben) und des Marine Biological Laboratory in Woods Hole. Nach seinem Abschied als Präsident 2021 wirkte er noch bis 2022 als Chancellor der Universität.
Er befasste sich mit Differentialgeometrie, Ergodentheorie und Lie-Gruppen, bewies eine Verallgemeinerung des Superstarrheitssatzes von Grigori Margulis auf Kozyklen, und verfolgte ein Forschungsprogramm (Zimmer-Programm, mit einer Reihe von Vermutungen, die die weitere Forschung anregten) zur Wirkung halbeinfacher Liegruppen und ihrer diskreten Untergruppen auf differenzierbaren Mannigfaltigkeiten. Außer von Margulis war er auch von Michail Leonidowitsch Gromow und dessen Arbeit über starre Transformationsgruppen beeinflusst. Zimmer arbeitete unter anderem mit Alexander Lubotzky, François Labourie und Shahar Mozes zusammen.
Er war Fellow der American Mathematical Society, Fellow der American Association for the Advancement of Science, Ehrendoktor der Universität Tsinghua, des Colby College und der Brandeis University und Mitglied der American Academy of Arts and Sciences. 1979 bis 1983 war er Sloan Research Fellow. Er war Mitglied des National Science Board. Er war Gastwissenschaftler und Gastprofessor in Harvard, Frankreich, der Schweiz, Australien, Italien und Israel.
1986 war er eingeladener Sprecher auf dem Internationalen Mathematikerkongress in Berkeley, in der er sein Zimmer-Programm vorstellte (Vortrag: Actions of semisimple groups and discrete subgroups).
Er war 1974 bis 2009 mit der Wirtschaftswissenschaftlerin Terese Schwartzman verheiratet, mit der er drei Söhne hatte. In den 1980er Jahren begleitete er seine Ehefrau ein halbes Jahr nach Taschkent, da diese dort die sowjetische Wirtschaft studierte. Dort traf er auch erstmals Grigori Margulis. Nach der Scheidung von seiner Frau Terese war er seit 2011 mit der Altphilologin Shadi Bartsch verheiratet.

## Schriften
- Strong Rigidity for Ergodic Actions of Semisimple Lie Groups, Annals of Mathematics, Band 112, 1980, S. 511–529
- An analogue of the Mostow-Margulis rigidity theorems for ergodic actions of semisimple Lie groups, Bulletin AMS, Band 1, 1980, S. 168–170, Project Euclid
- Orbit equivalence and rigidity of ergodic actions of Lie groups, Ergodic Theory and Dynamical Systems, Band 1, 1981, S. 237–253
- Ergodic theory, group representations, and rigidity, Bulletin of the American Mathematical Society, Band 3, 1982, S. 383–416.
- On the Cohomology of Ergodic Actions of Semisimple Lie Groups and Discrete Subgroups, American Journal of Mathematics, Band 103, 1981, S. 937–951
- Ergodic theory and semisimple groups, Birkhäuser 1984
- Kazhdan groups acting on compact manifolds, Inv. Math., Band 75, 1984, S. 425–436
- Lattices in semisimple groups and distal geometric structures, Inv. Math., Band 80, 1985, S. 123–137
- On the automorphism group of a compact Lorentz manifold and other geometric manifolds, Inv. Math., Band 83, 1986, S. 411–424
- On connection-preserving actions of discrete linear groups, Ergodic Theory and Dynamical Systems, Band 6, 1986, S. 639–644
- Lattices in semisimple groups and invariant geometric structures on compact manifolds, in: Discrete Groups in Geometry and Analysis (Mostow Volume), Birkhäuser
- Infinitesimal rigidity for smooth actions of discrete subgroups of Lie groups, J. Diff. Geom., Band 31, 1990, S. 301–322, Project Euclid
- Essential results of Functional Analysis, Chicago University Press 1990
- mit David Witte Morris: Ergodic theory, groups and geometry, American Mathematical Society 2008 pdf